# 甘肃农业大学
甘肃农业大学，是位于中华人民共和国甘肃省兰州市的一所公立大学。该校在定西市临洮县也有分校区。并由中华人民共和国农业部和甘肃省人民政府共同建设。其前身是1946年成立的西北畜牧兽医学院。并成为首批国家卓越农林人才教育培养计划的试点大学。
截止2020年末，在校本科生大约17078人，硕士生大约2528人，博士生大约480人, 全部教职员工1480人左右。

## 校史
1946年10月，国立兽医学院创建于兰州市。1950年，更名为西北兽医学院；1951年，更名为西北畜牧兽医学院。
1958年，与筹建中的甘肃农学院合併成為甘肃农业大学，并迁往武威县黄羊镇:605。1981年，迁回兰州市。

## 院系设置
共有本科专业64个，18个硕士点学科，8个博士点学科。
15个学院包括：农学院，林学院，工学院，理学院，草业学院，园艺学院，资源与环境学院，动物医学院，动物科学技术学院，生命科学技术学院，食品科学与工程学院，信息科学技术学院，经济管理学院，人文学院，外语学院，继续教育学院。
详细专业划分：其中草业科学为国家重点学科；兽医学，畜牧学为国家一级学科。

## 科研机构
甘肃农业大学拥有1个国家重点实验室培育基地：甘肃省干旱生境作物学省部共建国家重点实验室培育基地；
4个省级实验室：
省部共建国家重点实验室培育基地——甘肃省干旱生境作物学重点实验室、草业生态系统省部共建教育部重点实验室、甘肃省作物遗传改良与种质创新重点实验室、甘肃省草食动物生物技术重点实验室；
2个省级研究所和1个省级研究学会：
高校研究所、农村发展研究院，中国草原学会
1个校级研究中心：
研究测试中心
甘肃农业大学参与863计划和973计划，并承担项目如 “国家科技支撑计划”，“国家自然科学基金”等610个项目。

## 对外交流
甘肃农业大学与来自美国，加拿大，英国，澳大利亚，新西兰，日本，德国，法国等国家的学界人士和学生，科研机构保持着学术交流。并在2003年与美国等国合作成立“中美草地畜牧业可持续发展研究中心”，和 “中美 1+2+1 人才培养计划”。

## 历任领导
此表来自学校官网：
| 党委书记       | 任职时间       | 校长                 | 任职时间         |
| 李 运          | 1957.2——1964.8 | 盛彤笙（院长）       | 1946.7——1957.6   |
| 王乃夫（代理） | 1964.8——1965.5 | 彭 应（院长）        | 1958.6——1959.5   |
| 李克如         | 1965.5——1968.1 | 李克如（校长）       | 1965.5——1968.1   |
| 张洪轩         | 1972.1——1972.5 | 吴金功（革委会主任） | 1968.1——1973.5   |
| 吴金功         | 1972.5——1973.5 | 周学新（革委会主任） | 1973.5——1978.6   |
| 周学新         | 1973.5——1978.6 | 吴治国（革委会主任） | 1978.5——1979.9   |
| 吴治国         | 1978.5——1979.9 | 朱宣人（校长）       | 1979.9——1983.8   |
| 安 振          | 1979.9——1982.2 | 陈北亨（校长）       | 1983.8——1987.7   |
| 王鸣和         | 1982.2——1983.8 | 胡恒觉（校长）       | 1988.5——1991.10  |
| 杨惇节         | 1987.5——1990.3 | 黄慎钊（校长）       | 1991.10——1998.4  |
| 赫卓峰         | 1992.8——2002.9 | 王 蒂（校长）        | 1999.10——2011.4  |
| 王家勋         | 2002.9——2011.4 | 黄高宝（校长）       | 2011.4——2012.7   |
| 王 蒂          | 2011.4——2015.5 | 吴建民（校长）       | 2013.4——2017.4   |
| 张俊宗         | 2015.5——2018.3 | 赵兴绪（校长）       | 2017.11——2021.11 |
| 钟福国         | 2018.3——2021.4 |                      |                  |
| 赵 凯          | 2021.4——       |                      |                  |

- 王蒂，2016年6月18日在学校伏羲堂四楼坠楼身亡。[10][11]